# Командир отряда
«Командир отряда» — болгарский художественный чёрно-белый фильм 1959 года, снятый режиссёром Дучо Мундровым на Софийской Студии художественных фильмов.
Премьера фильма состоялась 31 августа 1959 года.

## Сюжет
Кинолента рассказывает о жизни болгарских партизан в годы антифашистского сопротивления. Действие фильма происходит в годы Второй мировой войны. 1943 год.
В центре фильма — образ молодого коммуниста — командира партизанского отряда Даньо, отдавшего жизнь за свободу и счастье своего народа.
Даньо, член подпольной группы, должен присоединиться к партизанам после того, как в городе враг вышел на след подпольщиков. Полиция выслеживает его и обнаруживает партизанский отряд. Милка и Мустафа погибают в неравном бою. После этого Даньо берёт на себя у бывший командира Богдана командование партизанским отрядом. Тем временем Богдан узнает, что его жена и дети убиты. Даньо решает отомстить за смерть своего отца, погибшего в застенках полиции, и отдаёт приказ нанести удар по полицейскому участку. Он настаивает на том, чтобы группа полицейских, захваченных в ходе акции, была расстреляна. Штаб партизанской зоны назначает Богдана комиссаром отряда, чтобы помочь неопытному Даньо. Несмотря на горечь своей утраты, Богдан считает, что действуя не по закону проблему не решить. Оба начинают спорить, и Даньо хочет вернуться в город, чтобы выяснить, кто из них прав. Партизаны тем временем окружены. Даньо платит своей жизнью за спасение своих товарищей.

## В ролях
- Коста Цонев — Даньо, командир партизанского отряда (озвучивание — Владимир Дружников)
- Мирослав Миндов — Богдан, бывший командир партизанского отряда (озвучивание — Борис Кордунов)
- Ирина Акташева — Людмила
- Иван Братанов — Комита
- Иван Димов — дядюшка Никола (озвучивание — Владимир Соловьёв)
- Георгий Калоянчев — Мите
- Цветана Николова — тётка Стефана
- Румяна Симеонова — Милка
- Крастё Кирилов — Мустафа (озвучивание — Сергей Юртайкин)
- Стефан Петров
- Найчо Петров — Гарвана (озвучивание — Сергей Цейц)
- Иван Стефанов — помощник начальника (озвучивание — Владимир Балашов)
- Румяна Симеонова (озвучивание — Данута Столярская)
- Атанас Божинов
- Георги Карев
- Никола Узунов
- Никола Мандулов
- Никола Дойчев